# Frozen (cântec de Within Temptation)
Frozen este cel de-al doilea single extras de pe albumul The Heart of Everything de către formația olandeză de rock simfonic, Within Temptation. Melodia a obținut poziții slabe în topuri.